# USL League Two
De USL League Two (USL2) (voorheen Premier Development League (PDL)) is een voetbalcompetitie van de United Soccer Leagues in de Verenigde Staten en Canada. De competitie telt 122 teams die deelnemen aan vier conferenties, verdeeld over zestien regionale divisies. De competitie wordt beschouwd als het vierde niveau in de Verenigde Staten, na de Major League Soccer, USL Championship en USL League One. Echter, competities in de Verenigde Staten kennen geen promotie of degradatie. 
De competitie wordt gespeeld in het voorjaar tot het begin van de zomer. Veel spelers in de USL2 komen uit de universitaire NCAA competities. Zij willen wedstrijdritme behouden tijdens het off-season (het NCAA seizoen loopt van augustus tot november), zonder dat zij hun speelgerechtigheid verliezen voor de NCAA. NCAA spelers mogen namelijk geen profcontract tekenen. De meeste spelers binnen de USL2 zijn daarom amateurs of semi-pro's. 